# MB.150战斗机
布洛赫MB.150战斗机（包括后续的MB.151至MB.157等改进型号）是由法国马塞尔·布洛赫航空公司开发和生产的一款战斗机。它采用全金属结构，配有可伸缩起落架、低单翼和全封闭座舱。
MB.150战斗机最初是参与1934年法国空军部寻求新战斗机设计的招标而开发的。尽管最终中标的是M.S.406战斗机，但MB.150战斗机的研发工作仍在继续。原型机最初无法飞离地面，改进后的原型机于1937年10月进行了首飞。MB.150战斗机的试飞表明，它有足够的发展前景承担更多作战任务，此后它安装了面积更大、强度更高的机翼和更优秀的侏儒-罗纳14N-7发动机。1938年春季，在完成进一步测试后，法国空军下达了25架MB.150战斗机的预生产订单。
MB.150战斗机的重新设计促成了改进型号MB.151和MB.152的诞生，后两者均进入空军中队服役。到第二次世界大战爆发时，大约有120架MB.150战斗机改进型号在法国空军中服役，但大多数飞机的武器不全，无法投入实战。MB.155战斗机具有更大的作战半径，于1940年投入生产，到法国投降时只有十架飞机完工。MB.157战斗机是进一步改进后的型号，它的发动机更重、功率更高，在维希法国时期完工；尽管它的性能很优秀，但并未投入生产。

## 发展历史

### 起源

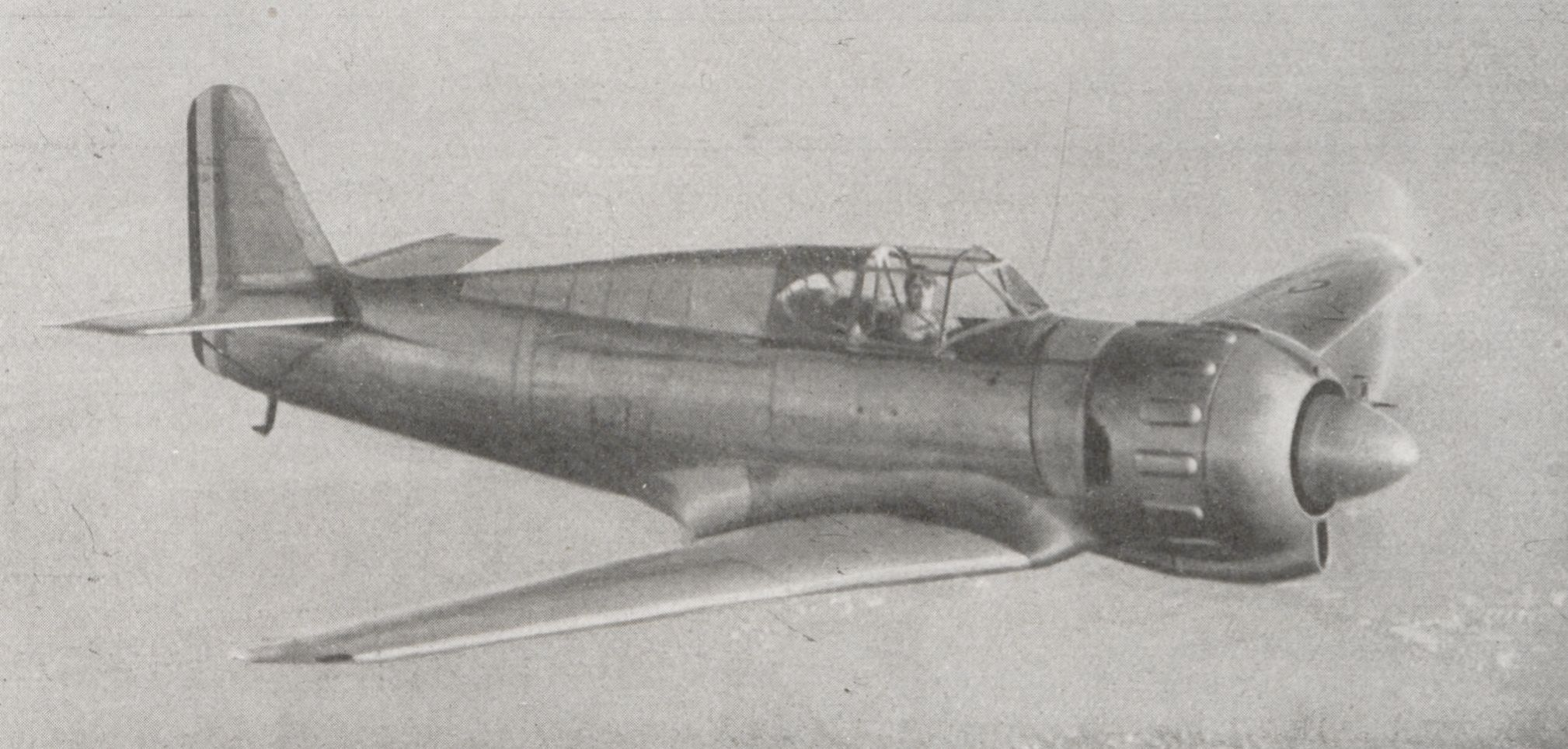
飞行中的MB.151战斗机，摄于1938年

1934年7月13日，法国空军航空技术服务局（Service Technique Aéronautique）发布了一项关于新式的、完全现代化的单座战斗机的“C1设计”要求，符合该要求的战斗机使用单翼布局和可伸缩起落架，并将在未来替代法国空军现有的D.371战斗机、D.500战斗机和卢瓦尔46型战斗机。法国飞机制造商马塞尔·布洛赫航空协会（Sociétédes Avions Marcel Bloch）是对该要求感兴趣的众多航空公司之一，因为它能带来大量生产订单。
由莫里斯·罗塞尔（Maurice Roussel）领导的设计团队在马塞尔·布洛赫航空协会位于巴黎西北部的库尔贝瓦工厂中集结。他们设计了一架全金属应力蒙皮单翼飞机，一台930马力的侏儒-罗纳14Kfs星形发动机为其提供动力，其机翼上装有两门伊斯帕诺-西扎 HS.404机炮。1935年9月，MB.150战斗机的第一架原型机“布洛赫 150-01”开始制造。
尽管C1设计的最终胜利者是M.S.406战斗机，但MB.150战斗机的设计研发工作并没有结束。1936年，这些研发工作最终促成了原型机MB.150.01的首次试飞；可不幸的是，原型机在试飞中始终无法离开地面。随后MB.150战斗机的设计工作在失望中暂停，但其在1937年初被恢复。在进行多种改进之后（包括换装面积更大的加强机翼、布置进行了修改的起落架、三叶恒速螺旋桨和701千瓦（940马力）侏儒-罗纳14N-0星形发动机），MB.150原型机终于在1937年9月29日成功进行了首飞。
几个月后，MB.150.01被移交给航空材料测试中心（Centre d'Essais du Materiel Aerien，缩写为CEMA）进行服役前测试；在1937年12月的一次正式试飞中，其达到了434公里/小时（269英里/小时）的最高时速记录。CEMA进行的飞行测试表明样机的性能有足够的潜力值得对其进行进一步研发，因此MB.150战斗机的翼展在1938年初略有增加，安装在轮舱之间的单个散热单元替换了安装在两侧机翼上的散热器，并安装了改进的侏儒-罗纳14N-7发动机，这些改进使得原型机被重新命名为MB.150.01M（M代表改进型）。1938年春季，CEMA对改进后的MB.150.01M进行了进一步测试。
到此时为止，法国国内外更多热点事件，例如欧洲大国之间的外交局势日益恶化，以及法国空军实施了几项紧急的重新武装计划，都对MB.150战斗机有利。具体而言，1938年3月15日，法国空军通过了一项被称为“五号计划”的项目，要求航空公司在一年内向空军交付940架现代战斗机。这几乎不切实际，即使是最乐观的预测，也只有285架M.S.406战斗机能如期交付；虽然法国空军当时认为MB.150战斗机尚未完成开发，但仍决定将其纳入生产范围。
因此，当MB.150战斗机在1938年4月7日完成测试后，新组建的国营西南飞机制造公司收到了第一批共25架飞机的订单，在MB.150战斗机的开发计划成功完成后，他们又收到了共450架飞机的大批订单。在最初的计划中，300架飞机将于1939年4月1日交付法国空军；这批飞机后来被削减到206架。实际上，只有一架飞机在规定的最后期限前交付；其他战斗机也同样无法在紧张的交付日期前全部交付。

### 进一步发展
然而，MB-150.01没有直接投产，因为法国空军认为该型号不适合大规模生产。在其他需要的改变中，机体结构必须重新设计，以适应大规模生产。1938年4月初，国营西南飞机制造公司又收到了三架原型机的订单，这是为了探索给MB.150安装更马力更强的法国发动机和美国发动机（例如伊斯帕诺-西扎14AA发动机、普惠R-1830双黄蜂发动机以及侏儒-罗纳14N发动机及其衍生型号）的可能性。这一设计工作导致了MB.151.01和MB.152.01两款原型机的诞生，二者是平行开发和生产的。
预生产型号MB.151.01的第一架原型机使用新开发的简化装配方法在库尔贝瓦快速组装，这架全副武装的飞机于1938年8月18日在法兰西岛大区韦利齐-维拉库布莱空军基地进行了首次飞行。据克里斯特斯科（Chrisesco）称，MB.151.01的性能最初令人失望，因此他们在全力纠正其性能缺陷。发动机易过热（这导致不同的燃油冷却器经测试后其中最有效的类型被采用）以及飞机在高速状态下在俯仰轴上的平衡性不佳都导致了开发和大规模生产的延迟；无论是原型机还是量产型MB.151战斗机都无法达到设计时预期的最高时速480公里/小时。
克里斯特斯科将MB.152.01战斗机称为MB.150系列的“第一架真正的飞机”，该型号安装了动力更强的1030马力侏儒-罗纳 14N-21发动机，极速能够达到520公里/小时，并配备了经过修改的武器配置。1938年12月15日，MB.152.01原型机进行了首飞。1939年1月，该型号换装了更利于量产的1000马力侏儒-罗纳 14N-25发动机；其他可替换现有部件的发动机、整流罩和螺旋桨也进行了测试，以解决发动机过热问题。为了防止量产工作继续被延误，MB.152战斗机采用了大型整流罩，这增加了飞行阻力，导致飞行性能降低。
国营西南飞机制造公司的各个分支机构负责生产MB.150系列战斗机。除了少数在库尔伯瓦组装的早期型号外，大约一半的飞机在沙托鲁完成生产，而另一半则在新阿基坦大区的波尔多-梅里尼亚克完成生产。从1940年1月起，MB.150各型号的生产线全部集中到了沙托鲁。1938年12月，第一架预生产批次飞机完成；1939年3月7日，第一架量产型战斗机交付给法国空军。到1939年5月中旬，MB.151和MB.152总共仅生产了22架，空军只接收了其中10架。
MB.153和MB.154原计划用于测试美国发动机，但只有MB.153生产了一架原型机并进行试飞，与一些资料的记载相反，这架原型机并没有在1940年5月毁于发生在韦利济-维拉库布莱的事故，而是在同年5月28日作为第434号MB.153战斗机交付给空军。此后开发重心转移到扩大MB.152战斗机的作战半径上，为给新的油箱腾出空间，驾驶舱被后移；其他修改包括机翼略微加宽和整流罩的空气动力学改进。由此研发出来的MB.155战斗机在飞行测试中表现良好，并于1940年获得订单并投入生产，但到法国陷落时，只有10架MB.155战斗机完成了生产。根据停战协议的条款，生产线上剩下的25架将在完工后交付维希法国空军，其中一些战斗机最终在1942年后进入纳粹德国空军服役。
作为该系列的最后一个型号，MB.157战斗机拥有动力更强的发动机，并且与之前的型号显著不同，因为它能为容纳更大、更重的1590马力侏儒-罗纳14R-4发动机。MB.157原型机在停战时未完工，最终它在德国监督下完工并进行试飞。为了展示其卓越的性能，它被运送到奥利，运抵后德国人拆下了它的发动机对其进行风洞测试。德国人在1942年完成的测试时证实了MB.157战斗机设计的卓越性，其能达到710公里/小时（440英里/小时）的最大平飞时速。这架原型机后来毁于盟军的空袭。

## 服役历史

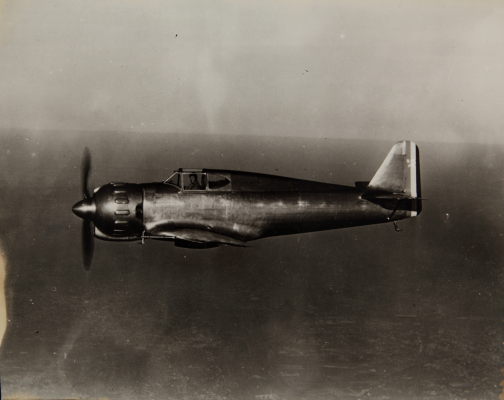
1939年的MB.151战斗机

早期交付的型号经评估后被认为不适合作战，主要是由于尾翼问题；因此，第一批157架量产型战斗机转为库存以等待改进，其他进行了改进的量产型战斗机也在同一时期投产。此外，MB.150系列战斗机最初仅用于教练用途；在第二次世界大战爆发之前，只有第一战斗机联队下的一个分队接收了MB.150系列战斗机。法国战役前夕，MB.150系列战斗机各型号大约生产了249架，法国空军大约接收了其中123架。然而，这些战斗机中只有少部分被认为是可飞行的，其余大多数都没有瞄准具和螺旋桨。
1939年9月26日，第一架经过改进的MB.152战斗机交付给法国空军；这一批MB.152战斗机中的第一架在10月初分配给现役战斗机中队。到1939年11月中旬，两个独立的战斗机中队（Groupes de Chasse）已分别装备了26架MB.152战斗机。此时MB.152战斗机仍表现出了不利的飞行缺陷（例如在深度俯冲过程中）。与此同时，越来越多的MB.151战斗机被交付给战斗机中队用于在接收MB.152战斗机前进行训练。在二战的最初阶段，也就是所谓的假战期间，MB.152战斗机很少与德国空军的飞机交战，这一时期只记录了一次Ju 88轰炸机被击落事件。
在法国战役期间，MB.151战斗机和MB.152战斗机共装备了9个战斗机中队，后者是1940年6月22日停战协定签署前的最后几周里法国空军数量最多的现役飞机。事实证明，MB.150系列很坚固，能够承受相当大的战斗伤害，还能在俯冲过程中快速达到高速，并且很适合作为火力平台。在空战中，MB.151战斗机和MB.152战斗机的性能几乎被Bf 109E战斗机全方位碾压，其速度也不及双引擎Bf 110战斗机。所有装备MB.150系列战斗机的中队均遭受了严重损失。在5月10日至17日这一周的激烈空战中，MB.150中队中有八九架飞机起飞，但只有两三架飞机成功返航的事情几乎是家常便饭。在法国空军这一方，MB.152战斗机的飞行员声称他们至少遇到了188架敌机，己方则损失了大约86架MB.150系列战斗机。在5月的第三周，MB.150中队遭受了严重损失，被撤回巴黎地区进行整备。
根据航空作家米歇尔·克里斯特斯科（Michel Cristesco）的描述，与其他法国同时代战斗机相比，“MB.152战斗机不仅是最失败的战斗机，也是损失最大的战斗机。”MB.152战斗机有机动性差、火力不可靠、作战半径相对较低（600公里[370英里]，而Bf 109E战斗机为660公里）以及动力不足等许多缺点，克里斯特斯科在描述它的缺点时，主要将其性能缺陷归咎于两点：机动性和作战半径均存在不足。
法国投降后，维希法国空军中仍有六支装备了MB.150系列战斗机的中队服役到1942年12月1日解散，这些中队的飞机随后被德国移交给罗马尼亚皇家空军。到1941年4月，德国停战委员会同意了将D.520战斗机作为维希法国空军制式战斗机的提议，因此法国的其他单引擎战斗机被逐步淘汰。德国人接收了大约173架MB.150系列战斗机，其中83架可以使用，德国空军将它们投入使用。克里斯科特斯称，在1941年末至1942年初，大约有95架MB.152战斗机接受了在机身后部加装油箱的秘密改装，使其能够自由穿行于地中海。
尽管希腊政府购买了25架MB.151战斗机，但直到法国投降他们也只接收了其中9架。当希腊战役爆发时，原计划交付给希腊的MB.151战斗机大部分还在生产线上。装备MB.151战斗机的部队是驻扎在埃莱夫西纳的希腊皇家空军第24战斗机中队，他们在对抗意大利和德国的战机时取得了几次空战胜利。1941年4月19日，希腊的最后一架MB.151战斗机被击落。在某一时期，保加利亚政府与维希政府谈判购买MB.152战斗机并在1943年2月签署了20架飞机的订单，但掌控着维希法国政治的德国当局否决了该订单。不过保加利亚后来接收了一批D.520战斗机。

## 变体

MB.152战斗机的三视图图纸

MB.150
由一台侏儒-罗纳14N-07发动机提供动力的单架MB.150.01原型机。
MB.151
原型机MB.151.01和初始量产型号MB.151.C1由920马力侏儒-罗纳14N-35发动机提供动力，共生产了144架。
MB.152
MB.152.01原型和MB.152.C1升级版与151.C1并行生产，由1050马力侏儒-罗纳14N-25发动机提供动力，共生产482架。
MB.153
装有普惠R-1830双黄蜂发动机的单架MB.153.01原型机。
MB.154
有安装莱特R-1820飓风发动机的提议，但未能投产。
MB.155
MB.155.01原型机改装自MB.152战斗机，量产型号为MB.155.C1，由侏儒-罗纳14N-49发动机提供动力，共生产了35架。
MB.156
有安装侏儒-罗纳14R发动机的提议，因问题过多而未能投产。
MB.157
由MB.152改装而成的单架原型机，安装了1590马力侏儒-罗纳14R-4发动机，其性能相较于MB.152有显著提升。

### 使用国家
法國
法国空军
- 第1战斗机中队第1小队（Groupe de Chasse I/1）

- 第1战斗机中队第2小队（Groupe de Chasse II/1）

- 第1战斗机中队第6小队（Groupe de Chasse II/6）

- 第1战斗机中队第8小队（Groupe de Chasse I/8）

- 第2战斗机中队第8小队（Groupe de Chasse II/8）

- 第2战斗机中队第9小队（Groupe de Chasse II/9）

- 第3战斗机中队第9小队（Groupe de Chasse III/9）

- 第2战斗机中队第10小队（Groupe de Chasse II/10）

- 第3战斗机中队第10小队（Groupe de Chasse III/10）

- Escadrille de Chasse I/55

法国海军航空兵
- AC2小队

- AC3小队

 德国
纳粹德国空军
- EJG 26 (驻地干邑)

- JG 103 (驻地巴特艾布灵)

- Jagdlehrer Staffel (驻地吉扬库尔)

 希腊
希腊皇家空军
- 第24战斗机中队（24th Pursuit Squadron (RHAF)）

 波蘭
流亡法国和英国的波兰空军
- 1/145波兰“华沙”战斗机中队（英语：Société des Avions Marcel Bloch）[28]

 羅馬尼亞
罗马尼亚皇家空军
 维希法国
维希法国空军
- 第1战斗机中队第1小队（Groupe de Chasse I/1，驻地里昂-布龙，预备役部队）

- 第1战斗机中队第2小队（Groupe de Chasse II/1，驻地吕克）

- 第8战斗机中队第1小队（Groupe de Chasse I/8，驻地蒙彼利埃-Fréjorgues）

- 第8战斗机中队第2小队（Groupe de Chasse II/8，驻地马里尼亚讷）

- 第9战斗机中队第2小队（Groupe de Chasse II/9，驻地欧纳，预备役部队）

- 第9战斗机中队第3小队（Groupe de Chasse III/9，驻地普罗旺斯地区萨隆）

- 第13战斗机中队第1小队（Groupe de Chasse I/13，驻地尼姆-加龙）

- 第13战斗机中队第3小队（Groupe de Chasse III/13，驻地尼姆-加龙）

 英国
英国皇家空军
- 法国战役后，波兰王牌飞行员济斯瓦夫·亨内伯格（英语：Zdzislaw Henneberg）和他的两名僚机飞行员各自驾驶着MB.152C.1战斗机飞往英国，三架飞机被重新涂上英国皇家空军的圆形标志，并在因缺乏备用零件而停飞前短暂用于当地防空和技术评估。

## 定位、配置和时代具有可比性的飞机
- 回旋镖式战斗机（英语：CAC Boomerang）

- P-36战斗机

- G.50战斗机

- IAR 80战斗机

- CW-21战斗机

- F4F战斗机

- MC.205战斗机

- 伊-180战斗机（英语：Polikarpov I-180Hawker Tempest）

- P-35战斗机

- 一式战斗机

- 三式战斗机

- Re.2000战斗机

- 零式舰载战斗机

- WM-23银箭式战斗机（英语：Weiss Manfréd WM-23 Ezüst Nyíl）